# Wonsan
Wonsan (korejsky 원산 – Wŏnsan) je hlavní město severokorejské provincie Kangwon. Nachází se v její severní části jihovýchodně od Munčchonu na břehu Východokorejského zálivu Japonského moře. Má přes 300 tisíc obyvatel. Z hlediska dějin byl významný především jako námořní přístav. 
Přibližně dvacet kilometrů severozápadně od města Wŏnsan  bylo na přelomu roků 2013 a 2014 otevřeno severokorejské lyžařské středisko Masikrjŏng.

## Benediktinské opatství
V sousedství města se nachází Opatství Tŏkwon, které je v důsledku severokorejských perzekucí náboženskému životu uzavřeno. Jedná se o jedno z 11 existujících územních opatství.

## Doprava
Přes Wonsan vede železniční trať Kowon – Pchjonggang, která před rozdělením Koreje pokračovala z Pchjonggangu dále do Soulu v dnešní Jižní Koreji.
Je zde vojenské a civilní letiště Wonsan.